# الرابطة التونسية المحترفة لكرة القدم للسيدات 2011–12
الرابطة التونسية المحترفة لكرة القدم للسيدات 2011–12 هو الموسم 7 من بطولة الرابطة التونسية المحترفة لكرة القدم للسيدات. يلعب فيه أفضل 10 ناديا تونسيا في مجموعة واحدة. نادي الجمعية الرياضية لبنك الإسكان هو حامل اللقب وخصومه الرئيسيين للفوز النهائي هم الجمعية الرياضية النسائية بالساحل و نادي الخطوط التونسية.
فاز بهذا الموسم نادي الجمعية الرياضية النسائية بالساحل لثالث مرة في تاريخه.

## الأندية المشاركة
- الجمعية الرياضية النسائية بالساحل
- نادي الخطوط التونسية
- الجمعية الرياضية لبنك الإسكان
- الاتحاد الرياضي التونسي
- المعهد العالي للرياضة والتربية البدنية بالكاف
- الجمعية الرياضية النسائية بقفصة
- الجمعية الرياضية النسائية بمدنين
- الجمعية الرياضية للبريد والبرق والهاتف ببنزرت
- الأمل الرياضي النسائي بالجديدة
- الرباط الرياضي المنستيري

## روابط خارجية
- الموقع الرسمي للجامعة التونسية لكرة القدم.
- الرابطة التونسية المحترفة لكرة القدم للسيدات على موقع مؤسسة إحصاءات وثيقة لرياضة كرة القدم